# Đăk Đrinh
Đăk Đrinh, còn viết là Đăk Đ'Rinh hay Đăk Drinh , là phụ lưu cấp 1 của sông Trà Khúc, chảy ở huyện Kon Plong tỉnh Kon Tum và các huyện Sơn Tây và Di Lăng tỉnh Quảng Ngãi, Việt Nam .
Sông có chiều dài 65 km và diện tích lưu vực là 1.269 km² .

## Thủy điện
Thủy điện Đăk Đrinh trên dòng Đăk Đrinh có công suất lắp máy 125 MW với 2 tổ máy, khởi công tháng 2/2008 hoàn thành 2013 .

## Chỉ dẫn
1. ↑  Trong tiếng các dân tộc thuộc nhóm ngôn ngữ Môn-Khmer ở Tây Nguyên và trong tiếng Việt cổ (trước thế kỷ 16, xem Chữ Nôm) thì đăk đã có nghĩa là nước, sông, suối, còn krông nghĩa là sông.